# رضا دقتي
رضا دقتي هو مصور فرنسي من أصل إيراني  اسمه الفني رضا (بالإنجليزية: reza)
ولد في تبريز عام 1952 بإيران
معروف بالصورة التي أخذها عن أحمد شاه مسعود

## جوائزه
تحصل على عدة جوائر في التصوير